# Злавесь-Велика (гміна)
Гміна Злавесь-Велька (пол. Gmina Zławieś Wielka) — сільська гміна у північній Польщі. Належить до Торунського повіту Куявсько-Поморського воєводства.
Станом на 31 грудня 2011 у гміні проживало 12758 осіб.

## Площа
Згідно з даними за 2007 рік площа гміни становила 177.53 км², у тому числі:
- орні землі: 63.00%
- ліси: 23.00%

Таким чином, площа гміни становить 14.44% площі повіту.

## Населення
Станом на 31 грудня 2011:
| Опис     | Загалом | Загалом | Чоловіки | Чоловіки | Жінки | Жінки |
| -------- | ------- | ------- | -------- | -------- | ----- | ----- |
| одиниця  | осіб    | %       | осіб     | %        | осіб  | %     |
| все      | 12758   | 100     | 6361     | 49.86    | 6397  | 50.14 |
| міське   | 0       | 100     | 0        |          | 0     |       |
| сільське | 12758   | 100     | 6361     | 49.86    | 6397  | 50.14 |

## Сусідні гміни
Гміна Злавесь-Велька межує з такими гмінами: Домброва-Хелмінська, Луб'янка, Лисоміце, Солець-Куявський, Уніслав, Велька Нешавка.